# The Beyond (album)
Pour les articles homonymes, voir Beyond.
Albums de Cult of Luna
Cult of Luna
(2000) Salvation
(2004)
The Beyond est le deuxième album studio du groupe de sludge metal Cult of Luna sorti en 2003. Dans la lignée de l'album précédent, on a ici un album mêlant Sludge, hardcore, passages mélodiques, le tout fournissant une atmosphère lourde très mélancolique et très sombre. Les expérimentations de sonorités sont ici plus nombreuses tout en gardant un tout cohérent.

## Liste des morceaux
Tous les morceaux ont été écrits par Cult of Luna.
1. "Inside Fort Meade" – 0:44
2. "Receiver" – 8:08
3. "Genesis" – 11:36
4. "The Watchtower" – 6:20
5. "Circle" – 8:10
6. "Arrival" – 9:32
7. "Leash" – 7:48
8. "Clones" – 2:20
9. "Deliverance" – 8:47
10. "Further" – 11:22

## Personnel

### Membres du groupe
- Marco Hildèn – batterie et percussions
- Andreas Johansson – Basse
- Magnus Lindberg – percussion, guitar, enregistrement, mixage et production
- Erik Olofsson – guitare
- Johannes Persson – guitare et chant
- Klas Rydberg – chant

### autre personnel
- Per Gustafson – artwork et design graphique
- Johanna Hedlund – violoncelle
- Thomas Hedlund – percussions additionnelles
- Pelle Henricsson – production, mastering et mixage
- Ola Klüft – chant additionnel
- Andreas Pettersson - pedal steel guitar
- Jonas Rosen – chant additionnel